# 坂道シリーズ
坂道シリーズ（さかみちシリーズ）は、秋元康がプロデュースする乃木坂46、櫻坂46、日向坂46、吉本坂46ら一連のアイドルグループおよび各プロジェクトの総称である。メディアなどでは坂道グループとも称されるが、版元・運営元であるソニー・ミュージックの公式サイトは坂道シリーズと称している。

## 概要
2011年にAKB48の公式ライバルとして結成された同じく秋元康プロデュースによる乃木坂46は、デビュー後、AKB48とは一線を画して活動してきたが、2015年に「乃木坂46 新プロジェクト」として結成された欅坂46（当時）を「坂道シリーズ第2弾」と位置づけ、以降も、吉本坂46を「坂道シリーズ第3弾」と称するなど、各グループを合わせて坂道シリーズと総称するようになった。欅坂46の中のチームとして結成されたけやき坂46（通称：ひらがなけやき）は、2019年、日向坂46に改名し、第4の坂道シリーズとして分離・独立する形で、単独シングルCDデビューをした。2020年、欅坂46は櫻坂46に改名した。

## 関係
AKB48の公式ライバルとして結成された乃木坂46は、AKB48との差別化を図り、さらに坂道シリーズ第2弾として結成された欅坂46は、AKB48グループや乃木坂46とも異なる作品性を提示している。その他に、AKB48グループとは異なる坂道シリーズの特徴として専用劇場を持たずに冠テレビ番組などが活動のベースになっている点が挙げられる。
選抜・兼任などグループ間での人事交流があるAKB48グループに対し、坂道シリーズは、「坂道AKB」などAKB48グループ側の特別ユニットへの参加・選抜を除けば、グループ間の選抜や兼任がなく、「AKB48選抜総選挙」への坂道シリーズの参加や坂道シリーズとして類似のイベントの開催もしていない。2014年から2015年にかけて交換留学生として、乃木坂46の生駒里奈のAKB48チームBとの兼任およびSKE48チームEの松井玲奈の乃木坂46との兼任が実施されたが、その発表がされた当初はファンが反対署名を行うなどし、公式ライバルとしてのコンセプトが問われた。
乃木坂46、櫻坂46および日向坂46の3グループ間の共演や繋がりとしては、テレビ東京系で日曜深夜（月曜未明）0時15分から30分ずつ、3グループの冠番組が連続で放送されている（2024年8月現在）。なお、欅坂46（当時、以下各グループ名は当時の名称で表記）は、2016年12月30日（29日深夜）の『乃木坂工事中』スペシャル回に出演したほか、日向坂46は、けやき坂46時代の冠番組『ひらがな推し』の放送開始以前は欅坂46の冠番組『欅って、書けない?』に出演していた。また、2019年にはNHKで3グループが共演する音楽バラエティ番組『坂道テレビ〜乃木と欅と日向〜』が2度放送され、欅坂46から櫻坂46への改名後の2021年2月27日には第3弾として『坂道テレビ〜乃木と櫻と日向〜』が放送された。2021年10月からはTBSの朝の情報番組『THE TIME,』にも曜日レギュラーとして乃木坂46・櫻坂46・日向坂46のメンバーが出演する。同局では『ラヴィット!』にもシーズンレギュラー（「ラヴィット!ファミリー」）として3グループから不定期に出演している。日本テレビでは「BINGO!」シリーズや『乃木坂スター誕生』シリーズ、『日向坂ミュージックパレード』などの番組が放送される。
テレビ以外では、3グループ共演作品として2018年秋の舞台「ザンビ」や2021年春のドラマ『ボーダレス』などで共演。2019年4月からは、日刊スポーツで坂道シリーズ公式初のメディア連載「坂道の火曜日」が毎週掲載されている。また、各グループともファッション雑誌で専属モデルを務めているメンバーがいることから同じ雑誌の専属モデルのメンバー同士が各紙の紙面などで共演することもある。ライブパフォーマンスでは、櫻坂46、日向坂46がそれぞれ改名して別のグループとなってから初の合同ライブとして2021年7月9-11日に「W-KEYAKI FES. 2021」が、両グループがそれぞれ欅坂46、けやき坂46時代に「欅共和国」を行っていたのと同じ富士急ハイランド・コニファーフォレストで開催された（翌年も開催されたが、2023年以降は「発展的解消」とされ開催されていない）。音楽番組では、乃木坂46の曲順において欅坂46、日向坂46もパフォーマンスに登場し、総合司会の内村光良を加えた合同ステージで乃木坂46の「シンクロニシティ」を披露した2019年12月31日の『第70回NHK紅白歌合戦』（NHK）や、各グループのセンター経験者12人が『乃木坂46・櫻坂46・日向坂46 一夜限り！夢の坂道選抜』コーナーで3曲を披露した2021年7月3日の『THE MUSIC DAY 2021 音楽は止まらない』（日テレ系）などで3グループが共演している。
ラジオ番組も同じく、ニッポン放送では乃木坂46は『乃木坂46のオールナイトニッポン』、櫻坂46は『こちら有楽町星空放送局』、日向坂46は『日向坂46 松田好花のオールナイトニッポンX』が放送されており、3つのラジオ番組でのグループ間の交流がみられる。NHKでも乃木坂46はらじらーサンデーに出演しており、櫻坂46と日向坂46はさくらひなたロッチの伸びしろラジオ（2021年3月〜2025年3月）に出演していた。文化放送では日曜18 - 19時台に3グループの冠番組が連続して放送されているほか、『レコメン!』についても2017年から月曜・水曜に欅坂・乃木坂のメンバーがメインパーソナリティを担当。2019年からは日向坂のメンバーがメインパーソナリティを担当しており、ゲストとして出演するメンバーも含めメンバー同士が共演することもあったが、2023年3月をもって番組リニューアルに際し全員降板となった。TOKYO FMにおいても2022年3月までは、毎週金曜日の19時30分から2グループの冠番組が連続して放送されていたが、2022年4月からは20時台に集中された。かつてはTOKYO FMのGIRLS LOCKS!も担当していたが、現在は終了している。J-WAVEやBAYFMなど、一部地方局にも坂道メンバーのレギュラー出演番組がある。長らく在京局ではTBSラジオへのレギュラー出演はなかったが、2025年7月より『TALK ABOUT』内でレギュラー番組「櫻坂TALK ABOUT」が放送されている。
AKBグループが、2013年以降「ドラフト会議」と称して合同オーディションを行なっているのと同様、坂道シリーズも2018年夏に乃木坂46・欅坂46・けやき坂46の合同オーディションを開催した。その合格者39名の内21名は、乃木坂46の4期生（11名）・欅坂46の二期生（9名）・けやき坂46の三期生（1名）として配属された一方、いずれにも配属されなかった残りの合格者は、2020年2月15日まで「坂道研修生」としてレッスンおよび活動をしていた。同年2月16日に配信された「坂道研究生 配属発表 SHOWROOM」で乃木坂46の新4期生（5名）・欅坂46新二期生（6名）・日向坂46新三期生（3名）として正式に配属が発表された。
AKB48グループと同様に坂道シリーズでも、表題曲の選抜に選ばれなかったメンバー（乃木坂46ではアンダー、櫻坂46では「BACKS」、日向坂46では「ひなた坂46」と呼称）も各シングルのカップリング曲を担当している。乃木坂46のアンダーは独自の全国ライブツアーを開催するなど、AKB48グループのアンダーにはない活動を展開している。けやき坂46は徐々に人気を獲得し、複数回の日本武道館での単独ライブを開催し、独自のCDアルバムを発売した。その後前述の通り、2019年に日向坂46と改名して欅坂46から分離・独立する形で、単独シングルCDデビューしている。
秋元康の他に（吉本坂46を除く）坂道シリーズを繋ぐ人物としては今野義雄（ソニー・ミュージックレーベルズ執行役員）が挙げられ、各グループの運営を代表して記者会見などに登場する。但し、乃木坂46合同会社とSeed & Flower合同会社の会社法上の代表権（代表社員）は法人（乃木坂46LLCの代表社員はノース・リバーとソニー・ミュージックレーベルズ、Seed & Flowerの代表社員は、Y&N Brothersとソニー・ミュージックレーベルズ）となっており、今野はあくまでソニー・ミュージックレーベルズを代表して職務を執行する職務執行者という位置づけである。

## 構成
2025年8月8日現在 
| グループ | 活動開始日     | シングルCDデビュー日 | 活動休止日   | グループカラー | メンバー数 | 備考      |
| -------- | -------------- | -------------------- | ------------ | -------------- | ---------- | --------- |
| 乃木坂46 | 2011年8月21日  | 2012年2月22日        | -            | 紫             | 39         |           |
| 櫻坂46   | 2015年8月21日  | 2016年4月6日         | -            | 白             | 33         | [ 注 26 ] |
| 吉本坂46 | 2018年8月20日  | 2018年12月26日       | 2022年2月5日 | 橙             | 62         | [ 注 28 ] |
| 日向坂46 | 2015年11月30日 | 2019年3月27日        | -            | 空色           | 29         | [ 注 31 ] |

## 歴代キャプテン・副キャプテン

### 乃木坂46
| 期間                           | キャプテン | 副キャプテン |
| ------------------------------ | ---------- | ------------ |
| 2012年6月17日 - 2019年9月1日   | 桜井玲香   | （不在）     |
| 2019年9月2日 - 2021年11月28日  | 秋元真夏   | （不在）     |
| 2021年11月29日 - 2023年2月22日 | 秋元真夏   | 梅澤美波     |
| 2023年2月23日 - 2024年12月13日 | 梅澤美波   | （空席）     |
| 2024年12月14日 -               | 梅澤美波   | 菅原咲月     |

### 櫻坂46（欅坂46）
| 期間                         | キャプテン | 副キャプテン |        |
| 欅坂46                       | 欅坂46     | 欅坂46       | 欅坂46 |
| ---------------------------- | ---------- | ------------ | ------ |
| 2017年1月21日 - 2021年1月3日 | 菅井友香   | 守屋茜       |        |
| 櫻坂46                       |            |              |        |
| 2021年1月4日 - 2022年11月9日 | 菅井友香   | 松田里奈     |        |
| 2022年11月10日 -             | 松田里奈   | （空席）     |        |

### 吉本坂46
| 期間         | キャプテン           | 副キャプテン |
| ------------ | -------------------- | ------------ |
| 任命時期不明 | 河本準一（次長課長） | （不在）     |

### 日向坂46 （けやき坂46）
| 期間                          | キャプテン | 副キャプテン |            |
| けやき坂46                    | けやき坂46 | けやき坂46   | けやき坂46 |
| ----------------------------- | ---------- | ------------ | ---------- |
| 2018年6月3日 - 2019年2月10日  | 佐々木久美 | （不在）     |            |
| 日向坂46                      |            |              |            |
| 2019年2月11日 - 2024年11月6日 | 佐々木久美 | （不在）     |            |
| 2024年11月7日 - 2025年4月6日  | 佐々木久美 | 髙橋未来虹   |            |
| 2025年4月7日 -                | 髙橋未来虹 | （不在）     |            |

## 坂道合同オーディション
2018年6月1日、乃木坂46・欅坂46・けやき坂46の「坂道合同新規メンバー募集オーディション」が開始された。
- 応募資格：2018年7月9日時点で満12歳から満20歳で、合格後速やかに上京・在住でき、株式会社ソニー・ミュージックレーベルズと専属契約を交わすことに支障のない女性。2018年7月9日締切[94]。
- 応募総数：12万9182人[95]
- 一次審査：書類選考[94]
- 二次審査：カメラテスト（2018年7月14日・15日：東京 / 7月16日：札幌・仙台 / 7月21日：福岡・金沢 / 7月22日：鹿児島・新潟 / 7月23日：沖縄・静岡 / 7月27日・28日：大阪 / 7月29日：名古屋・香川）[94]
  - LINE応募の再応募
    - システムエラーが生じたため、LINE応募者のみを対象に再応募を実施した[96]。
    - LINE再応募期間：2018年7月23日正午 - 7月25日正午[96]
    - LINE再応募に伴う二次審査：カメラテスト（2018年8月4日：東京・静岡・名古屋・仙台・金沢・沖縄 / 8月5日：大阪・札幌・福岡・鹿児島・新潟・香川）[96]
- 三次審査：面談（2018年8月11日：東京都内某所）[94]
- 最終審査：実技（2018年8月19日：東京都内某所）[95]
- 最終合格者：三次審査を通過した82名の候補者が自己アピールや歌唱審査、質疑応答などに臨み、39名が合格[49][注 32]。倍率はおよそ3400倍であった[95]。

2018年11月29日に合格者の配属先（乃木坂46の4期生に11名・欅坂46の二期生に9名・けやき坂46の三期生に1名）が明らかになり、翌11月30日から順次メンバー名など詳細が各グループの公式サイトで発表されたのを受け、12月3日に乃木坂46が、12月10日に欅坂46・けやき坂46が合同で「お見立て会」（日本武道館）を開催し、新加入メンバーがファンの前で披露された。

## 坂道研修生
坂道研修生（さかみちけんしゅうせい）は、坂道合同オーディションに合格したものの、坂道シリーズの各グループへ正式に配属されなかった乃木坂46、欅坂46、日向坂46の研修生の総称。

### 年譜
2018年11月、坂道合同オーディションが行われ、合格した39人のうち、21人が各グループに配属されたが、合格したメンバーの中で、グループに配属されなかった残りのメンバーは「坂道研修生」として活動を開始、月に2回ほどのレッスンを重ねた。
2019年9月7日、坂道研修生のオフィシャルサイトが開設された。オフィシャルサイトで坂道研修生15人のプロフィールと写真が初めて公開され、配属先は未定だが、1年遅れで本格活動を開始。坂道研修生の公式Twitterアカウント開設。9月13日から15日間、全メンバーの動画を初公開。2019年10月30日・11月12日・11月20日、坂道研修生合同で東名阪Zeppツアーを大阪、東京、愛知の3都市で開催。
2020年2月16日、正式なグループ配属先が「坂道研修生 配属発表 SHOWROOM」で発表された。坂道研修生15名の配属先は乃木坂46の4期生に5人、欅坂46の二期生に6人、日向坂46の三期生に3人、学業のため活動辞退が1人となった。

### メンバー
| 名前       | よみ            | 生年月日               | 出身地   | 血液型 | 身長  | 配属先           | 備考 |
| ---------- | --------------- | ---------------------- | -------- | ------ | ----- | ---------------- | ---- |
| 黒見明香   | くろみ はるか   | 2004年1月19日（21歳）  | 東京都   | O型    | 162cm | 乃木坂46         |      |
| 佐藤璃果   | さとう りか     | 2001年8月9日（24歳）   | 岩手県   | B型    | 158cm | 乃木坂46         |      |
| 林瑠奈     | はやし るな     | 2003年10月2日（21歳）  | 神奈川県 | O型    | 163cm | 乃木坂46         |      |
| 松尾美佑   | まつお みゆ     | 2004年1月3日（21歳）   | 千葉県   | O型    | 165cm | 乃木坂46         |      |
| 弓木奈於   | ゆみき なお     | 1999年2月3日（26歳）   | 京都府   | A型    | 165cm | 乃木坂46         |      |
| 遠藤光莉   | えんどう ひかり | 1999年4月17日（26歳）  | 神奈川県 | A型    | 164cm | 櫻坂46（欅坂46） |      |
| 大園玲     | おおぞの れい   | 2000年4月18日（25歳）  | 鹿児島県 | A型    | 163cm | 櫻坂46（欅坂46） |      |
| 大沼晶保   | おおぬま あきほ | 1999年10月12日（25歳） | 静岡県   | B型    | 162cm | 櫻坂46（欅坂46） |      |
| 幸阪茉里乃 | こうさか まりの | 2002年12月19日（22歳） | 三重県   | O型    | 154cm | 櫻坂46（欅坂46） |      |
| 増本綺良   | ますもと きら   | 2002年1月12日（23歳）  | 兵庫県   | A型    | 157cm | 櫻坂46（欅坂46） |      |
| 守屋麗奈   | もりや れな     | 2000年1月2日（25歳）   | 東京都   | AB型   | 154cm | 櫻坂46（欅坂46） |      |
| 髙橋未来虹 | たかはし みくに | 2003年9月27日（21歳）  | 東京都   | B型    | 167cm | 日向坂46         |      |
| 森本茉莉   | もりもと まりぃ | 2004年2月23日（21歳）  | 東京都   | A型    | 160cm | 日向坂46         |      |
| 山口陽世   | やまぐち はるよ | 2004年2月23日（21歳）  | 鳥取県   | O型    | 150cm | 日向坂46         |      |
| 松岡愛美   | まつおか まなみ | 2002年4月2日（23歳）   | 東京都   | A型    | 160cm | 辞退             |      |

## 新参者
新参者（しんざんもの）は、2023年10月27日 - 12月3日にかけて開催された、乃木坂46、櫻坂46、日向坂46の合同イベント。正式名称は、新参者 in TOKYU KABUKICHO TOWER（しんざんもの イン とうきゅうかぶきちょうタワー）。坂道シリーズに関連するソニー・ミュージックエンタテインメント他2社による合弁会社、TSTエンタテインメントが運営する東急歌舞伎町タワーで行われた。キャッチコピーは「歌い、舞う。好きと伎を極めて。」。坂道シリーズの3グループによる合同イベントが開催されるのは、2019年に開催された「ザンビ THE ROOM 最後の選択」以来、約4年ぶり。
イベント名の「新参者」は、各坂道グループの「新参者」である、2022年2月1日に加入した乃木坂46 5期生、2022年9月21日に加入した日向坂46 四期生、2023年1月5日に加入した櫻坂46 三期生が出演し、新宿・歌舞伎町の「新参者」である東急歌舞伎町タワー（2023年4月14日開業）で行われることにちなむ。
このイベントは、東急歌舞伎町タワーの全館を使用して開催し、館内では、乃木坂46の5期生、櫻坂46の三期生、日向坂46の四期生によるライブのほか、コラボグッズ、飲食店舗でのコラボメニューの販売を実施する。

### 参加メンバー
- 乃木坂46 5期生 - 五百城茉央、池田瑛紗、一ノ瀬美空、井上和、岡本姫奈、小川彩、奥田いろは、川﨑桜、菅原咲月、冨里奈央、中西アルノ[119]
- 櫻坂46 三期生 - 石森璃花、遠藤理子、小田倉麗奈、小島凪紗、谷口愛季、中嶋優月、的野美青、向井純葉、村井優、村山美羽、山下瞳月[120]
- 日向坂46 四期生 - 石塚瑶季、小西夏菜実、清水理央、正源司陽子、竹内希来里、平尾帆夏、平岡海月、藤嶌果歩、宮地すみれ、山下葉留花、渡辺莉奈[107][注 33]

### 新参者 LIVE at THEATER MILANO-Za
『新参者 LIVE at THEATER MILANO-Za』（しんざんものライブアットシアターミラノざ）は、東急歌舞伎町タワー内で行われているイベント「新参者」期間内の2023年11月3日 - 12月3日に、同館内のTHEATER MILANO-Zaにて行われる有料音楽ライブ。THEATER MILANO-Zaで有料音楽ライブが開催されるのは、これが初めて。
乃木坂46の5期生、櫻坂46の三期生、日向坂46の四期生が、それぞれ単独で10公演ずつ行う。各グループのそれぞれ一部公演では、109シネマズプレミアム新宿でのライブビューイングのほか、乃木坂46は7つ、櫻坂46と日向坂46は9つの動画配信サイトで、ライブストリーミングが実施された。また、東急歌舞伎町タワー内のHOTEL GROOVE SHINJUKU, A PARKROYAL Hotelでは、ライブチケットとのセット宿泊プランも展開された。

#### 日程
乃木坂46、櫻坂46、日向坂46によるライブの日程はそれぞれ以下の通り。
- N  - 乃木坂46 5期生
- S  - 櫻坂46 3期生
- H  - 日向坂46 4期生

| 時間    | 年      | 2023 | 2023 | 2023 | 2023 | 2023 | 2023 | 2023 | 2023 | 2023 | 2023 | 2023 | 2023 | 2023 | 2023 | 2023 | 2023 | 2023 | 2023 | 2023 | 2023 |
| 時間    | 月      | 11   | 11   | 11   | 11   | 11   | 11   | 11   | 11   | 11   | 11   | 11   | 11   | 11   | 11   | 11   | 11   | 11   | 12   | 12   | 12   |
| 時間    | 日      | 3    | 4    | 6    | 8    | 9    | 11   | 12   | 14   | 16   | 18   | 21   | 23   | 25   | 26   | 27   | 29   | 30   | 1    | 2    | 3    |
| ------- | ------- | ---- | ---- | ---- | ---- | ---- | ---- | ---- | ---- | ---- | ---- | ---- | ---- | ---- | ---- | ---- | ---- | ---- | ---- | ---- | ---- |
| 13:00 - | 13:00 - | H    | H    |      |      |      | S    | S    |      |      | H    |      | N    | N    | N    |      |      |      |      | S    | N    |
| 18:00 - | 18:00 - | H    | H    |      |      |      | S    | S    |      |      | H    |      | N    | N    | N    |      |      |      |      | S    | N    |
| 18:30 - | 18:30 - |      |      | S    | S    | S    |      |      | H    | H    |      | N    |      |      |      | N    | H    | H    | S    |      |      |